# Гетронаган
 Армянская средняя школа «Гетронаган» — средняя школа армянской общины в районе Каракёй в Стамбуле, Турция, основанная в 1886 году. Школа находится на территории Собора Святого Григория Просветителя.

## История

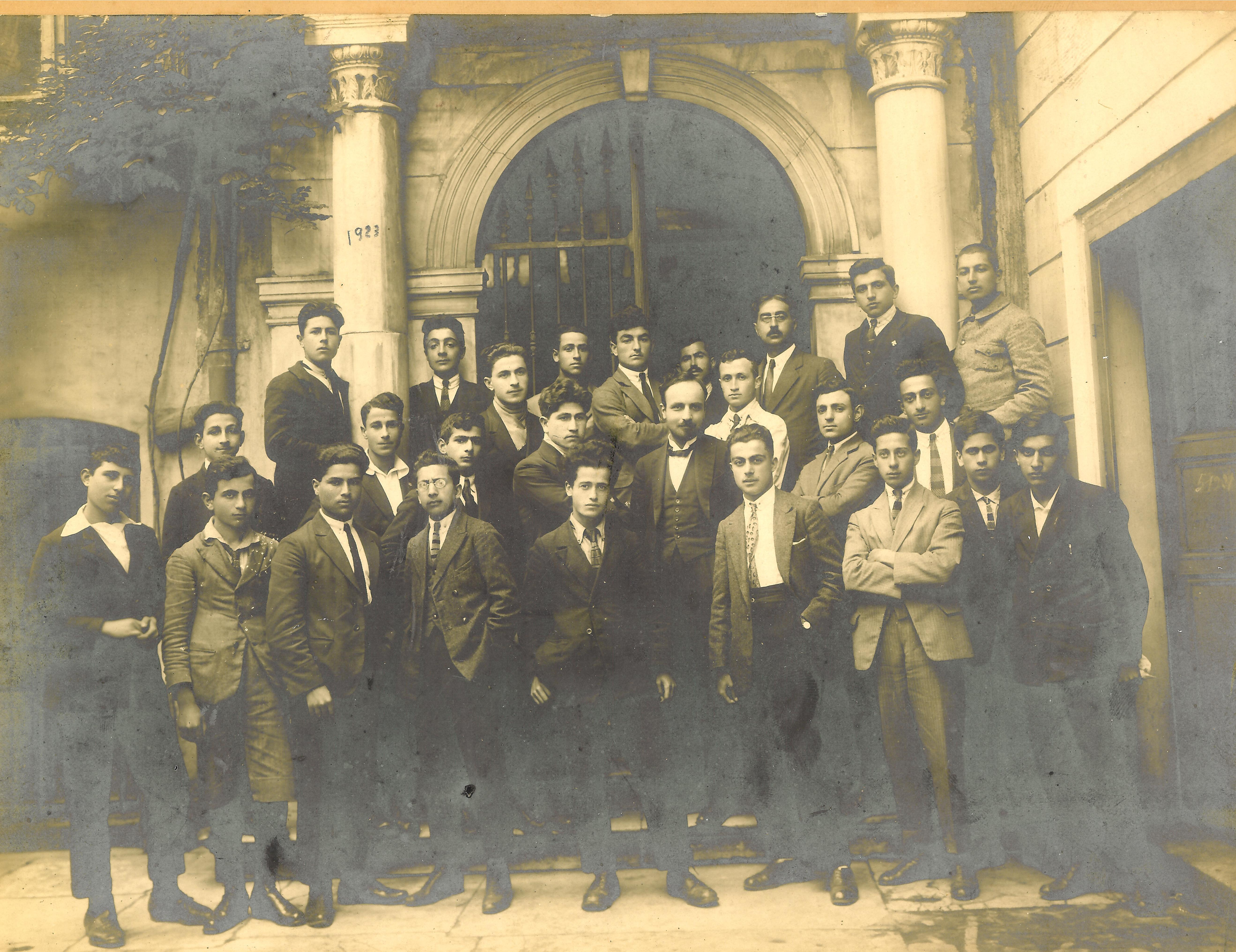
Один из классов школы в 1923 году с Кегамом Кавафяном в качестве руководителя. Слева от директора стоит Никогос Сарафян — армянский писатель, поэт и журналист.

При поддержке архиепископа Нерсеса Варжапетяна и ведущих представителей армянской интеллигенции средняя школа «Гетронаган» открыла свои двери 1 сентября 1886 года в квартале Галатио Константинополя. Католикос всех армян Магар и архиепископ Арутюн Вехабетян, патриарх армян в Стамбуле, провели церемонию открытия. Целью открытия школы было дать воспитанникам армянское образование, подготовить учителей для армянских школ Константинополя и его уездов. Выпускники получали право продолжить учёбу в университетах европейских стран (в особенности во Франции и Швейцарии). Минас Чераз стал первым директором школы (1886-1889). 

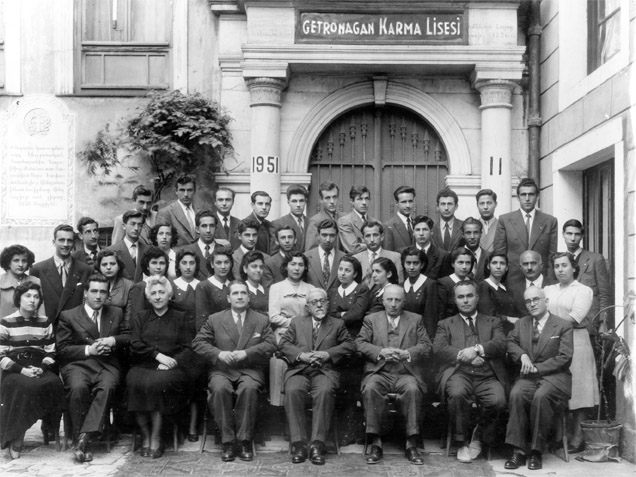
Школа «Гетронаган» в 1951 году.

В 1947 году в Стамбуле был основан Союз воспитанников школы «Гентронаган», который имеет свои филиалы во Франции, США и Канаде. Своими литературными, театральными, музыкальными, культурными и другими мероприятиями он способствует сохранению армянства, одновременно стараясь материально и морально поддержать учебное заведение.

## Современная деятельность школы
По состоянию на 2014 год школа обучает детей обоих полов, в 2001 году в ней числилось 182 ученика. Предметы преподают, в основном, на турецком языке, но в ней также есть классы армянского языка и литературы. Изучение английского языка обязательно, французский и испанский преподаются как иностранные языки, оба необязательны для изучения.

## Известные выпускники
- Рачия Ачарян — лингвист, филолог, этимолог, полиглот, действительный член Академии Наук Армянской ССР (1943);
- Хайко Джепкин — рок-музыкант, композитор, клавишник и актёр;
- Ара Гюлер — фотожурналист;
- Мисак Мецаренц — поэт;
- Левон Шант — писатель, поэт, политический деятель;
- Согомон Тейлирян — армянский мститель, убийца Талаата-паши;[4][5]
- Ерухан — писатель;
- Маркар Есаян — писатель, журналист, политический деятель;
- Вазген Андреасян — писатель и инженер;
- Шахан Арцруни — пианист, лектор, этномузыковед, композитор, писатель и продюсер;
- Онник Чифте-Сараф — писатель;
- Аршаг Чобанян — писатель;
- Арам Хайгаз — писатель;
- Гарегин II Казанчян — патриарх;
- Мкртич Маргосян — писатель;
- Саркис Минасян — журналист;
- Кегам Парсегян — писатель;
- Никогос Сарафян — писатель, поэт;
- Леон Тутунджян — художник;
- Арутюн Варпурцян — архитектор;
- Ншан Яубян — архитектор.

## Известные преподаватели
- Ваган Текеян — писатель, поэт;
- Товмас Терзян — писатель, драматург;
- Егиа Демирджибашян — поэт;
- Мелкон Кюрджян — писатель;
- Ованнес Хинтлиян — педагог, публицист;
- Заре Калфаян — художник;
- Кегам Кавафян — архитектор.